# Myrmecozela cuencella
Myrmecozela cuencella är en fjärilsart som beskrevs av Caradja 1920. Myrmecozela cuencella ingår i släktet Myrmecozela och familjen äkta malar.
Artens utbredningsområde är Spanien. Inga underarter finns listade i Catalogue of Life.